# Туманный стон
«Туманный Стон» — советская и российская рок-группа, основанная во Владивостоке в 1985 году. Её основатели — Дмитрий «Митя» Езута (1968—2010) и Игорь «Карась» Некрасов (умер в 2009 году) изначально задумывали группу как акустический дуэт, позже, она разрослась до полноценного рок-коллектива.
Отличительными особенностями группы являются её пренебрежительное отношение к понятию «студийная запись», отсутствие какого бы то ни было менеджмента и создание своеобразного циркового представления на сцене.
За всю свою историю «Туманный Стон» оставил только один студийный альбом — «Зорро» (1998), а также магнитоальбом «1989» и часть разрозненных студийных и концертных записей.
После смерти Дмитрия Езуты в 2010 году его место вокалиста занял Леонид «Шлёп» Штительман, выступавший с группой в 1986—1991 годах, а после — занявший должность менеджера «ТС». В настоящее время коллектив работает над вторым номерным альбомом, в который войдут старые песни Езуты и несколько новых композиций.

## История группы
Зарождение группы «Туманный Стон» началось в далёком 1985 году. В этот период по всему Дальнему Востоку России прокатилась волна русского рока, господствовавшая до этого на европейской территории современной России и в других странах Советского Союза. В это же время между собой познакомились её основатели — Дмитрий Езута, в то время начинающий гитарист и бас-гитарист Игорь «Карась» Некрасов. Примечательно, что обоим парням на тот момент было по 17 лет, и новые друзья всерьёз увлекались музыкой.
После неудачного дня, проведённого на одном из пляжей Владивостока, Митя и Карась в течение одной ночи записали целый магнитоальбом под названием «Помидоры в глазах. Партия первая». К сожалению, эта запись, хранившаяся у Некрасова, была утеряна и ни одной её копии не было сделано. В ту же ночь было и придумано название для группы — «Туманный Стон». Вскоре собрался и первый состав коллектива:
- Дмитрий «Митя» Езута — гитара, вокал;
- Игорь «Карась» Некрасов — бас-гитара;
- Иван Сорокатюк — клавишные;
- Роман «Бубен» Злобин — ударные;

Удачно собранная группа начала свою концертную деятельность, дав несколько концертов в ЖЭУ. Причём, все эти выступления под предлогом культурных развлекательных мероприятий Карась, который тогда имел вид ботаника-отличника, организовывал, договариваясь с ничего не подозревающим руководством. Дальше участники разбежались кто куда: Карась поступил в университет, Сорокатюк стал получать образование в мореходном училище и навсегда забросил музыку. Что до самого Езуты, то он попал в трудную ситуацию с местной милицией, из которой он выкрутился, когда ушёл на службу в Советскую Армию. Впоследствии этот момент из жизни Езута запечатлел в песне «Зорро и Буратино».
Уже через год, в 1986 году Игорь Некрасов подтягивает вокалиста Леонида Штительмана по прозвищу «Шлёп» и гитариста Игоря Кожанова (ныне покойного). Уже тогда Некрасов, как басист, решил, что на сцене должно выходить весело, задорно и не в напряг. Вопреки распространённому мнению в узких кругах, «Туманный Стон» никогда не был членом Владивостокского рок-клуба, куда входили все самые-самые рок-группы столицы Приморского края: начиная с Мумий Тролля и Депеши, и заканчивая Советом Ветеранов Санэпидемстанции (СВСЭС). В обновлённом составе «Туманный Стон» выступил в октябре 1986 года на фестивале в местном Доме молодёжи. По свидетельству самого Штительмана, были исполнены три песни: «Ладно, девочка!», «За сараем» и «Полшестого».
По словам Шлёпа, в тот период группа писала несколько песен, состоящих в основном из трёх-четырёх строк и не имеющих логического конца. Появляются первые песни: «Грустная», «Полшестого», «За сараем», впоследствии ставшая визитной карточкой ТС в тот период. Осенью 1987 года Штительман уходит на службу в армию. В тот период он написал для группы одну из песен — «Советская Армия», навеянная приятными впечатлениями от армейской службы.
Летом 1988 года Дмитрий Езута возвращается из армии. Тогда же он заметил, что советские власти перестали сильно давить на рок-музыку, но и ходу особо не давали. Кроме того, «Туманный Стон» не попал под тотальный надзор правительства по одной очень простой причине: у коллектива никогда не было остросоциальных, антиправительственных песен. Вскоре после демобилизации Езута поссорился с Некрасовым и тот покинул группу. На место Карася приходит Никита Зинин, который тогда был студентом одного из Зеленоградских университетов, а в ноябре 1989 года демобилизуется и Штительман. «Туманный Стон» возобновил концертную деятельность, однако до записи полноформатного студийного альбома ни у кого из участников руки так и не доходили.

В принципе, группе записи никогда не были нужны. Их стиль — живой концерт, театральное шоу. А когда о записи начинали серьёзно говорить, у всех головы начинали болеть, и все разбегались.— По статье Олега Ерастова «Рок-техно-ролл портового города» (1998)
Коллектив ограничивался только короткими студийными сессиями. Первая из них прошла в декабре 1989 года в общежитии ВГМУ (ныне — ТГМУ) в личной студии Романа Злобина, потом были записаны лирические композиции авторства Мити Езуты «Тепло» и «Вечер». В это же время Леонид Бурлаков в ДВВИМУ организует концерты «Декада’90». В них принимали участие все владивостокские рок-коллективы, ещё державшие гитары в руках: недавно воссоединившийся Мумий Тролль, Листья Травы, Коба (группа Ника Рок-н-Ролла) и другие. Ещё до концертов в январе 1990 года Зинин возвращается на учёбу и его сменяет Евгений «Сдвиг» Звидённый (Третья Стража, Мумий Тролль).
Более-менее профессионально «Туманному Стону» удалось записаться только в том же 1990 году в связи с проведением русско-японского фестиваля на водной базе КТОФ. Группа записала три свои песни: «Советская Армия», «Ля-ля-ля» и «Я хочу тебя» с той целью, чтобы Приморское радио предоставило их на суд слушателей. Разумеется, ни на фестиваль, ни на радио «Туманный Стон» так и не попал по двум причинам: первая — низкий художественный уровень и вторая — негативная реакция со стороны руководства Приморской радиостанции. Кстати, по первой формулировке на русско-японский фестиваль не пропустили ни одну из команд Владивостокского рок-клуба (за исключением «Абстракциона», ''Извне'' и «Воскресной площадки 666»). Малоизвестен тот факт, что последние два коллектива были допущены до участия, потому что они состояли из дипломированных музыкантов.
Вскоре после этого неудачного случая Митя Езута принимает решение изменить формат и звучание «Туманного Стона»: вместо убойного и драйвового панк-рока коллектив стал играть более лёгкий рок-н-ролл. Звучание стало более сглаженным и мягким, а основу репертуара группы составили лирические баллады и композиции в стиле брит-поп, которые, к тому же, не утратили хорошего настроения и энергичности. Некоторые песни раннего, советского периода либо перестали исполняться, либо приобрели новые аранжировки. Перемены коснулись и концертного состава: Леонид Штительман выходит из состава группы и становится её менеджером, периодически выступая на сцене. На ударной установке Романа Злобина сменил Игорь Кирпа, до этого игравший в местных командах «К. Л.А. Д.И.» и «Танцующий Крыжовник».
О периоде 1992—1998 годов широкой публике мало что известно. Документами тех времён служат немногочисленные сохранившиеся фотографии и видеозаписи, впоследствии выложенные в Youtube. На свет одна за другой рождаются песни, некоторые из них впоследствии войдут в альбом «Зорро». Летом 1992 года в группу на место лидер-гитариста возвращается Никита Зинин, который вырос в музыкальном плане.

Нам он сразу приглянулся ещё на точке зимой 91 года. Высокий, с обаятельной улыбкой, причесон у него был оригинальный: из-за военной кафедры модель его стрижки была армейского образца со всех сторон, особенно с затылка. Но спереди Никита отрастил матёрую прядь, обесцветил перекисью и лихо прятал её в институте, гордо расправляя вне его стен. И сходу на басухе заиграл нормально. Мы такие радостные, давай наяривать, настроение улучшилось… Репа (репетиция) кончилась, воодушевлённые расходимся по домам, бубня клятвы рок-н-роллу, и тут Никитос то и говорит нам человеческим голосом: «Брехня это ваш панк-рок, я ваще-то Depeсhе Modе люблю….»

Митя очень обрадовался возвращению Никиты. Никита очень много для группы сделал в плане музыки.он очень интересно мыслит. я не знаю есть ли у него музобразование, возможно, гитара была на уровне музыкальной школы. им со Здвигом должно было легко друг друга понимать. остальные о нотах знали только, что они есть. конечно Митяй был гигант музыкальной теории относительно меня по части аккордов, как они обозначаются, и как ставить пальцы…. но с появлением Никиты он с радостью избавился от гитары на сцене и сконцентрировался на понятной ему поэзии.— Леонид «ШЛёП» Штительман, ответы на вопросы фанатов
В 1994 году Леонид Бурлаков организовал запись на студии «Декада», в которой «Туманный Стон» зафиксировал на плёнку три песни. Эту запись впоследствии почти никто так и не услышал.
В 1996 году коллектив принимает участие в первом международном дальневосточном рок-фестивале «ВладиРОКсток’96», на котором их выступление было принято наиболее тепло. Во-первых, «ТС» был единственным местным коллективом, певшим на русском языке. Во-вторых, сама группа является также единственным образцом истинно-владивостокского рока. Это песни простых парней, которые после работы идут на пляж, слоняются по улицам, глазеют на красивых девчонок и считают, что только так и стоит жить. Это настоящий рок-н-ролл, пропахший морем портового города.
Кроме «Туманного Стона» участие принимали как зарубежные группы (The Posies, Supersuckers, Goodness), так и Аквариум и ДДТ.
Так бы и оставался «Туманный Стон» локально известным, если бы Илья Лагутенко и Леонид Бурлаков не организовали запись их дебютного альбома в Лондоне, где группа «Мумий Тролль» записывала альбом «Морская». Дебютный альбом ТС под названием «Зорро» был записан и сведён в Beethoven Street Studios в период с 8 марта по 1 апреля 1998 года. Илья Лагутенко не только осуществлял контакт «Туманного Стона» с английскими звукорежиссёрами, но и пригласил на запись местных сессионных музыкантов на партии гитары и губной гармошки. После окончания работы над альбомом коллектив вернулся на родину во Владивосток, а пластинка «Зорро» вышла в свет 23 ноября 1998 года. Её презентация была проведена во владивостокском магазине «CD-Land», одним из владельцев которого был Бурлаков. В сам альбом вошли 12 композиций, сочинённых в период между 1986 и 1998 годами. На песни «Грустная» и «Маньяк» режиссёром Михаилом Хлебородовым (который до этого работал с «Мумий Троллем») были сняты видеоклипы. 
В 2016 году группа записала альбом "Ладно" на одной из студий в Москве. Пост-продакшн и мастеринг альбом сделал Владимир Овчинников на Тон-студии "Мосфильм", с которым группа записывала синглы "Сопка и "Зеленый вагон" в конце 90-х. В альбом вошли композиции, которые исполнялись только на концертах группы еще с момента ее создания и никогда ранее не публиковавшиеся, а также несколько новых песен.  